# Свидетелите на Путин
„Свидетелите на Путин“ (на руски: Свидетели Путина) е документален филм на родения в Лвов, Украйна, руски режисьор Виталий Мански за преминаването на властта над Руската федерация в ръцете на Владимир Путин в новогодишната нощ на 1999 година.
Онлайн премиерата на филма се състои на 12 декември 2018 г. в кино Artdoc.Media. Той е представен и на Лондонския филмов фестивал, както и на „София филм фест“ през 2019 и 2020 г.

## Сюжет
Събитията във филма започват на 31 декември 1999 г., когато гражданите на Руската федерация научават, че имат нов президент – Елцин обявява решението си да те оттегли и съгласно конституцията на Русия Путин – който до преди назначаването му за премиер през август с.г. е практически непознат за широката публика, става и.д. президент на Руската федерация.
Филмът е базиран на документални свидетелства за причините и последствията от Операция „Наследник“, чрез която властта над Руската федерация е предоставена на човека, който през следващите 24 години неизменно заема позициите на неин президент или министър-председател: като премиер от 1999 до 2000 г. и от 2008 до 2012 г. и като президент от 2000 г. до 2008 г. и от 2012 г. до 2024 г., когато е преизбран за нов шестгодишен мандат.
Първият президентски указ, който Путин подписва на 31 декември 1999 г., е „За гаранциите на президента на Руската федерация, прекратил изпълнението на своите правомощия и за членовете на неговото семейство“.
По време на ноемврийската сесия на Съвета на Федерацията през 2020 г. Путин заявява, че законодателното утвърждаване на държавните символи (химн, герб и знаме) трябва да бъде приоритетна задача за държавата и предлага да се използва бившият съветски химн като музика за химна, за който да бъде написан нов текст. На 4 декември 2000 г. той внася в Държавната дума законопроекта „За националния химн на Руската федерация“, което е приет четири дни по-късно е 379 гласа „за“, 51 – „против“, и два „въздържали“ се.
Във филма Путин е запитан от режисьора за мотивите да върне съветския химн и за избора на новия му текст, написан от С. В. Михалков, на което отговаря, че „руските граждани отново трябва да се гордеят със своята нация“.
Бившият руски президент Борис Елцин изразява категорично несъгласие с връщането на съветската мелодия и заявява, че Путин не е трябвало да променя химна просто „следвайки сляпо настроението на хората“. Позицията на Елцин проличава в една от сцените във филма на Мански.
Запитан как се е озовал толкова близо до Путин, режисьорът изказва предположението, че тогава е бил „необходим на хората, които измислиха Путин“.
| „              | Известен руски режисьор, който прави филми в стила на модерната европейска и световна естетика. Не някой, който вижда нещата в съветската стилистика, позната и на българите от времената на Тодор Живков. Мисля, че заради това ме избраха. | “ |
| Виталий Мански | |   |

## Разпространение на филма

### В България
Първата прожекция на „Свидетелите на Путин“ в България се състои на 11 март 2019 г. на 23-ия София Филм Фест извън конкурсната програма и е последвана от втора прожекция на 18 март 2019 г. Показан е и на следващото издание на фестивала, когато Мански оглавява документалното жури на фестивала и лично представя както „Свидетелите на Путин“, така и друг свой филм – „Под слънцето“.
При посещението си за първата прожекция през 2019 г. Мански разказва: „За първи път съм в София и днес реших да отида да видя мавзолея на Георги Димитров. Да. А в Москва мавзолеят на Ленин още си стои и само преди пет дни на годишнината от смъртта на Сталин огромна опашка от хора с цветя чакаха с часове да се поклонят пред гроба на тирана. У вас това вече го няма“.

### В Украйна
Филмът е включен в програмата на филмовия фестивал Kharkiv Meet Docs с премиерна за Харков прожекция на 29 септември 2019 г. На 12 ноември „Свидетелите на Путин“ е показан в кино „Жовтень“ в столицата Киев, а след прожекцията в залата се състои среща с Виталий Мански.

### В Русия
В интервю за Радио „Свобода“ през 2019 г. Мански казва, че не е била намерена „нито една възможност да покажем филма физически на нито едно място в Русия – не говорим за разпространение, просто поне под някаква форма“.

## Оценки
Филмът е приет положително от филмовите критици и има рейтинг 83% в Rotten Tomatoes въз основа на 12 мнения. Обявен е за най-добър документален филм (с времетраене над 60 минути) на филмовия фестивал в Карлови Вари.

## Награди
- 2018 – Международен филмов фестивал в Карлови Вари – Най-добър документален филм[16]
- 2018 – Стокхолмски филмов фестивал – награда „Бронзов кон“ за най-добър документален филм
- 2019 – Латвийски национален филмов фестивал – Най-добър документален филм (Labaka dokumentala filma)
- 2018 – Международен филмов фестивал в Камден – Harrell Award - Special Mention[17]